# William Griffith

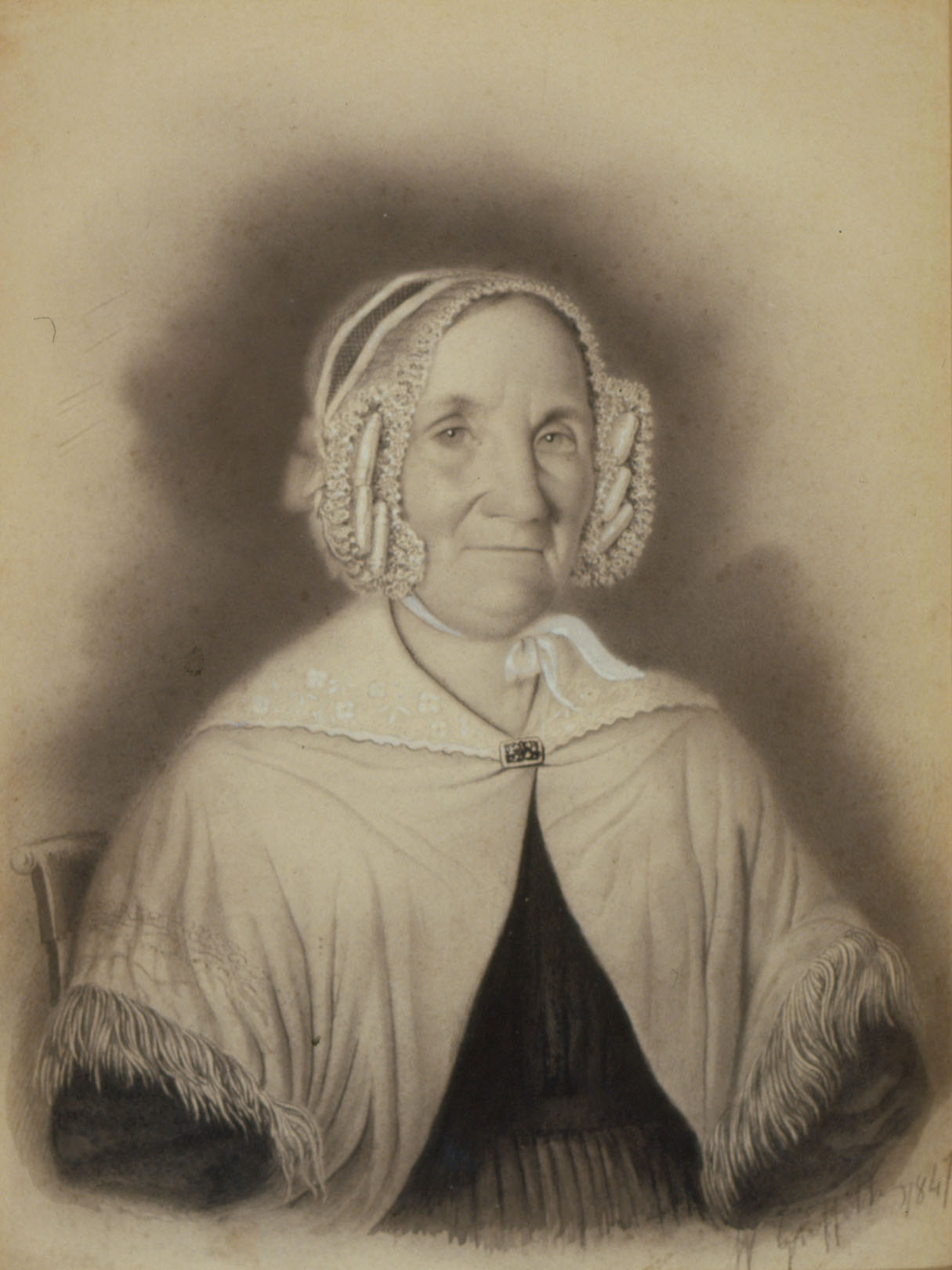
William Griffith, Portrait of Elizabeth Rouse (1847)

William Griffith (ur. 1808, zm. 1870 w Sydney) – angielski malarz, osadnik w Nowej Południowej Walii, do końca życia mieszkający w Australii. Szwagier polskich emigrantów politycznych, uczestników powstania listopadowego: hrabiego Lucjana Platera i księcia Alojzego Konstantego Druckiego Lubeckiego.

## Życiorys
William Griffith pobierał nauki rysunku we Francji. 1 stycznia 1840 przybył do Australii na statku Alfred, razem z Lucjanem Platerem, jego żoną, bratem Ferdynandem i szwagierką, Susan Duffus. Dziesięć dni po wylądowaniu w Sydney poślubił Susan i zamieszkali w Parramatta, gdzie jego żona prowadziła pensję dla dziewcząt, wraz z siostrami, Laurą, żoną księcia Alojzego Konstantego Druckiego Lubeckiego i Charlottą Plater. Dwa lata wcześniej przybyli do Australii Lubeccy i brat jego żony, wielebny John Duffus z rodziną. Griffith nauczał w szkole rysunku i malował na zamówienie portrety. Większość jego klientów stanowili mieszkańcy z Parramatta i zachodniego Sydney. Podobizny wykonywał głównie ołówkiem, akwarelą, kredką i kredą. 16 grudnia 1840 urodziła się córka Margaret, a w 1843 przenieśli się na Marsden Street.
Pomimo konkurencji, Griffith zorganizował udaną praktykę portretową w sali studyjnej Johna Mackaya modnego Australian Arms Inn. Wprowadził nową koncepcję płatności w ratach, umożliwiając w ten sposób wszystkim klasom społecznym kupno własnych wizerunków. Jego szwagier Lucjan Plater pomógł mu zorganizować pierwszą wystawę obrazów. Odbyła się ona w grudniu 1843 w Picture Gallery. Wśród wystawionych prac był portret aukcjonera Patricka Hayesa i członków osadniczej rodziny Patonów. Latem 1845 Griffith pomagał w organizacji The Scottish Art Union, która odbyła się w Parramatta.
W 1844 Griffith otrzymał wysoką kwotę 200 funtów za namalowanie pełnowymiarowego portretu sir Williama Westbrooka Burtona, sędziego Sądu Najwyższego Nowej Południowej Walii. Obraz został pokazany na pierwszej wystawie Society for the Promotion of the Fine Arts in Australia w Sydney w 1847 wraz z innym obrazem Griffitha Portrait of the Late Thomas Moore.

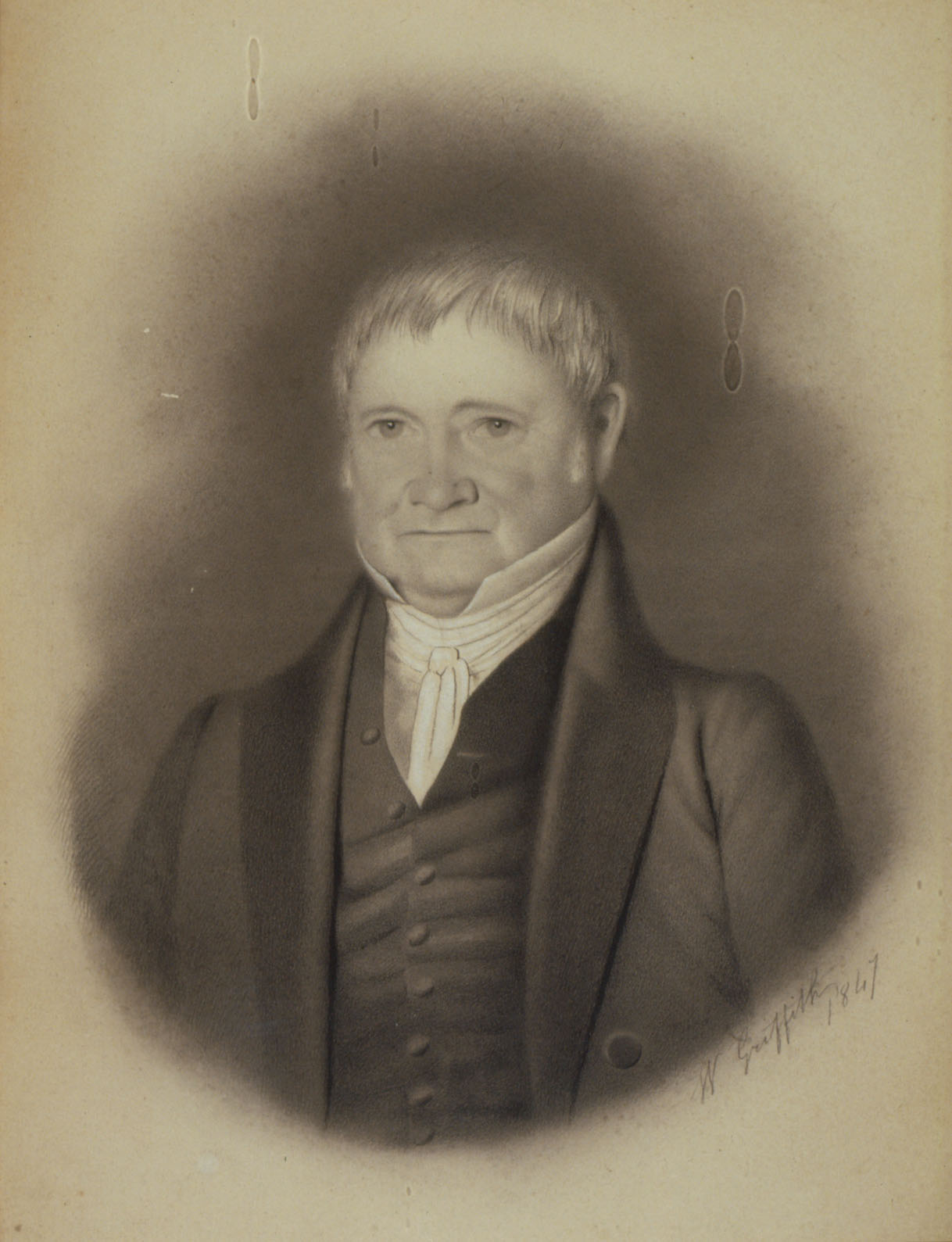
William Griffith, Portrait of Richard Rouse (1847)

W październiku 1847 odbyła się ważna lokalna wystawa sztuk plastycznych w dużej sali The King’s School. Wystawa, zorganizowana w celu zebrania funduszy na potrzeby Benevolent Asylum, ośrodka dla najbiedniejszych mieszkańców kolonii, składała się wyłącznie z prac pożyczonych z okolicznej dzielnicy. Griffith odegrał kluczową rolę w organizacji i był jej głównym uczestnikiem. Większość jego prac to portraits of the living unknown, wystawił także rysunek w sepii Stacking Wheat, Italian Head i kopię View of Sydney Harbour from Woolloomooloo Conrada Martensa.
Wraz z wprowadzeniem dagerotypu do kolonii, popularność prac Griffitha gwałtownie spadła. W sierpniu 1850 dołączył do nowo utworzonego Australijskiego Towarzystwa Artystów, grupy artystów którzy mieli wzajemnie wspierać się i rozwijać twórczość. Poniósł porażkę w 1854, gdy wiele z jego portretów zostało zniszczonych w pożarze. Po tym czasie niewiele wiadomo o dalszych losach Williama Griffitha. Zmarł w 1870, w wieku 62 lat, a jego żona w 1898, w wieku 90 lat.
Wiele portretów Griffitha nadal jest własnością prywatną, w tym Portrait of Elizabeth Rouse i Portrait of Richard Rouse, oba datowane na 1847. Przypisywane jest mu autorstwo portretu biskupa Williama Broughtona, znajdujący się w The King’s School, w Parramatta, szkoły z internatem dla chłopców, której był fundatorem. W Art Gallery of South Australia znajduje się akwarelowo-ołówkowy portret niezidentyfikowanej młodej kobiety, datowany na 1849. Inne obrazy znajdują się w Mitchell Library, Historic Houses Trust i St. John’s Church w Parramatta.